# جایزه بزرگ ایالات متحده ۱۹۷۷
جایزه بزرگ ایالات متحده ۱۹۷۷ (انگلیسی: ‎1977 United States Grand Prix‎)، که به‌طور رسمی با نام بیستمین جایزه بزرگ تویوتا ایالات متحده شناخته می‌شود، یک مسابقهٔ موتوری در رشتهٔ اتومبیل‌رانی فرمول یک بود که در تاریخ ۲ اکتبر ۱۹۷۷ در مسیر مسابقه جایزه بزرگ واتکینز گلن واقع در واتکینز گلن، نیویورک، ایالات متحده آمریکا برگزار شد. این گراند پری در میان ۱۷ گراند پری در فصل ۱۹۷۷، مسابقهٔ شمارهٔ ۱۵ بود.
در این مسابقه که در ۵۹ دور و به مسافت ۳۲۰٫۶۷ کیلومتر (۱۹۹٫۲۵۵ مایل) برگزار شد، پول پوزیشن توسط جیمز هانت کسب شد و سریع‌ترین زمان برای طی یک دور پیست که برابر با ۱:۵۱٫۸۵ بود نیز توسط رونی پیترسن به ثبت رسید.
جیمز هانت از تیم مک‌لارن-فورد، ماریو اندرتی از تیم لوتوس-فورد و جودی شکتر از تیم ولف-فورد به‌ترتیب مقام‌های اول تا سوم مسابقه را کسب کردند.

## رده‌بندی قهرمانی پس از مسابقه
| جایگاه | راننده        | امتیاز |
| ------ | ------------- | ------ |
| ۱      | نیکی لائودا   | ۷۲     |
| ۲      | ماریو اندرتی  | ۴۷     |
| ۳      | جودی شکتر     | ۴۶     |
| ۴      | کارلوس روتمان | ۳۶     |
| ۵      | جیمز هانت     | ۳۱     |
| منبع:  |               |        |

| جایگاه | سازنده            | امتیاز  |
| ------ | ----------------- | ------- |
| ۱      | فراری             | ۸۹ (۹۱) |
| ۲      | لوتوس-فورد        | ۶۲      |
| ۳      | مک‌لارن-فورد       | ۴۷      |
| ۴      | ولف-فورد          | ۴۶      |
| ۵      | برابام-آلفا رومئو | ۲۷      |
| منبع:  |                   |         |

یادداشت
- تنها پنج جایگاه نخست از هر رده‌بندی نمایش داده شده است.